# Géza Teleki (1943-2014)

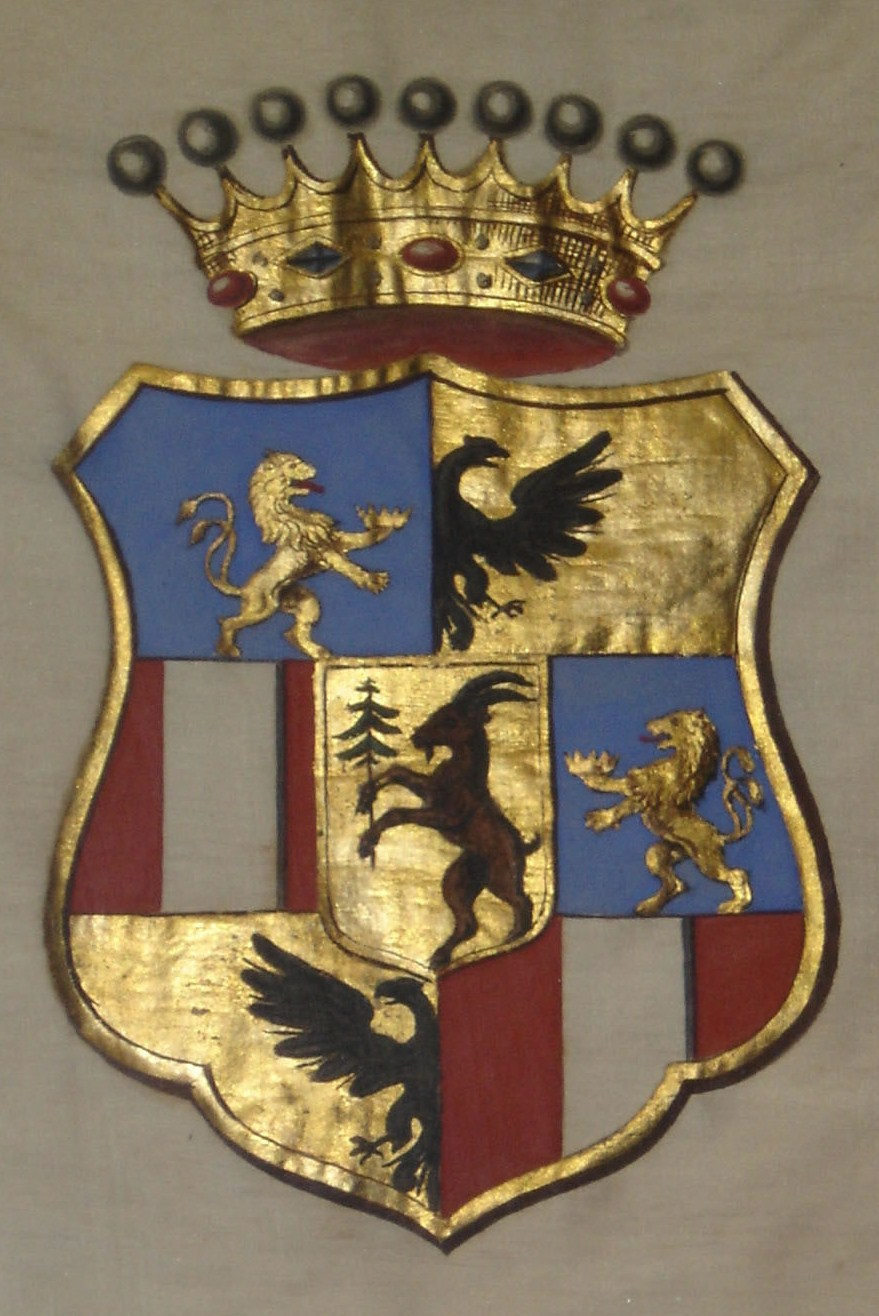
Wapen van de Graven Teleki de Szék

Graaf Géza Pál Teleki de Szék (Kolozsvár, 7 december 1943 - Kisoroszi, 7 januari 2014) was een Hongaars antropoloog, primatoloog en lector aan de George Washington University. Hij gespecialiseerde zich in Conserveringstechnieken en het analyseren van biofysische en sociale leefomgevingen.

## Biografie
Géza Teleki stamde uit een van de aanzienlijkste adellijke families uit de geschiedenis van Hongarije en Transsylvanië, het geslacht Teleki. Hij was een zoon van de wetenschapper en politicus graaf Géza Teleki de Szék (1911–1983) en een kleinzoon van Minister-president graaf Pál Teleki de Szék (1879-1941). Teleki haalde in 1967 een BA aan de George Washington University, gevolgd door een PhD in 1977 aan de Pennsylvania State University. In 1986 was hij mede-oprichter van het "Comité voor het Behoud van- en de Zorg voor Chimpansees", waarvan hij later ook voorzitter werd. Hij was getrouwd met Heather McGiffin, bij wie hij een zoon had, Aidan Teleki.